# 葵叶报春
葵叶报春（学名：Primula malvacea）为报春花科报春花属下的一个种。产于云南北部（宾川、鹤庆、丽江）和四川西南部（木里、稻城）。生于山谷林缘，向阳山坡和田埂上，海拔2300-3700米。模式标本采自云南鹤庆。